# Julie Maddalena
Julia Lynn "Julie" Maddalena-Kliewer (Cleveland, Ohio, 26 de junio de 1963) es una actriz de doblaje estadounidense.

## Filmografía

### Series Animadas
- Ever After High - Blondie Lockes, Cheshire Cat
- Secret Millionaires Club - Elena
- Monster High - Venus McFlytrap, Robecca Steam

### Live-Action
- Adventures in Voice Acting - Ella misma
- Masked Rider - Fact (voz)
- Mighty Morphin Power Rangers - Arachnofiend (voz, sin acreditar)
- Power Rangers en el espacio, Power Rangers Lost Galaxy - D.E.C.A. (voz, Pris acreditado como Julie Kliewer, PRLG acreditado bajo el nombre correcto)
- Children of the Corn - Rachel[2] (debut)